# زرافويات
الزرافويات (الاسم العلمي: Giraffoidea)، وهي فصيلة عليا تضم عدة فصائل مثل: سلميات القرون، والظباء الماعزية، والزرافيات. والأعضاء الوحيدة الموجودة في الفصيلة العليا هي: الظبي الأمريكي، الزرافة، والأكاب. تم تصنيف سلمية القرون (Climacoceratidae) كذلك في الفصيلة العليا، ولكن تم وضعها في الأصل ضمن فصيلة المجترات العتيقة.